# Кронвајлер
Кронвајлер (њем. Kronweiler) општина је у њемачкој савезној држави Рајна-Палатинат. Једно је од 96 општинских средишта округа Биркенфелд. Према процјени из 2010. у општини је живјело 341 становника. Посједује регионалну шифру (AGS) 7134048.

## Географски и демографски подаци
Кронвајлер се налази у савезној држави Рајна-Палатинат у округу Биркенфелд. Општина се налази на надморској висини од 300 метара. Површина општине износи 3,5 km². У самом мјесту је, према процјени из 2010. године, живјело 341 становника. Просјечна густина становништва износи 97 становника/km².